# Sideroxylon montanum
Sideroxylon montanum là một loài thực vật thuộc họ Sapotaceae. Đây là loài đặc hữu của Jamaica. Chúng hiện đang bị đe dọa vì mất môi trường sống.